# Centre de civilisation polonaise
Centre de civilisation polonaise (Ośrodek Kultury Polskiej) – instytucja naukowa istniejąca przy Uniwersytecie Paris IV-Sorbonne.

## Historia
Instytucja została powołana na Sorbonie w 1962 roku na podstawie francusko-polskiej deklaracji z dnia 21 lutego 1958, która również uformowała Instytutu Kultury Francuskiej na Uniwersytecie Warszawskim. Mieści się w 17e arrondissement de Paris 108, boulevard Malesherbes. Współpracuje z Stacją Naukową PAN w Paryżu, Instytutem Polskim w Paryżu, Wydziałem Slawistyki Uniwersytetu Paris IV-Sorbonne, Institut national des Langues et Civilisations orientales.

## Cele i działalność
Cele centrum zmieniały się na przestrzeni lat. Centre de civilisation polonaise organizuje konferencje i wydaje publikacje. W latach 1977–1987 wydawano czasopismo "Les Cahiers Franco-Polonais" (redaktorzy naczelni: 1977-1982 Oktawiusz Jurewicz, 1982-1987 Maria Straszewska). Obecnie ukazuje się "Les Nouveaux Cahiers franco-polonais". Pismo informuje o sympozjach, konferencjach, zawiera przekłady polskich autorów oraz opublikowanych w Polsce książek. Centrum prowadzi też kursy języka polskiego.

## Dyrektorzy
- 1962-1965 Bronisław Geremek (1935-2008), historyk, mediewista
- 1965-1971 Stanisław Frybes (1922-2013), polonista
- 1971-1973 Jan Detko (1931–1979), historyk literatury
- 1973-1980 Oktawiusz Jurewicz (1926-2016 ), filolog klasyczny, bizantynolog
- 1980-1985 Maria Straszewska (1919-2021), historyk literatury
- 1985-1989 Cezary Rowiński (1934-1994), historyk literatury
- 1989-1993 Michał Tymowski (1941- ), historyk, afrykanista,
- 1993-1994 Witold Wołodkiewicz (1929-2021), prawnik[1]
- 1995-1998 Juliusz Chrościcki (1942- ), historyk sztuki[2]
- 1998-2001 Roman Michałowski (1949- ), historyk, mediewista
- 2001-2005 Danuta Knysz-Tomaszewska (1940- ), polonista[3]
- 2005-2008 Zofia Mitosek (1943- ), polonista
- 2008-2012 Wojciech Fałkowski (1952- ), historyk, mediewista
- 2012-2016 Leszek Kolankiewicz (1954- ),  kulturoznawca, antropolog widowisk
- 2016-2019 Paweł Rodak (1967- ), literaturoznawca
- 2019-2022 Iwona H. Pugacewicz, historyk